# Kappa1 de la Balena
|  | Per a altres significats sobre Kappa² Ceti, vegeu «Kappa2 Ceti». |

Kappa¹ de la Balena (κ¹ Ceti) és un estel a la constel·lació de la Balena, Cetus, de magnitud aparent +4,83. Encara que comparteix la denominació «Kappa» amb Kappa² Ceti, no existeix relació física entre els dos estels. Mentre que Kappa¹ de la Balena és un estel relativament proper situat a 29,9 anys llum del sistema solar, Kappa² de la Balena està unes 10 vegades més allunyat.
Kappa¹ de la Balena és una nana groga de tipus espectral G5Vv —la v indica que és un estel variable— amb una temperatura superficial de 5.690 K i una lluminositat del 85% de la del Sol. Amb valors de diàmetre i massa lleugerament inferiors als del Sol —96% i 90% respectivament—, la seua metal·licitat és significativament menor que la solar, només un 10% de la mateixa.
La variabilitat de Kappa¹ de la Balena és deguda a la rotació de l'estel, que fa que certs trets magnètics —com a taques estel·lars— entren i surten del camp de visió. Això produeix una petita variació, coneguda des de fa temps, cada 9,2 ó 9,3 dies. A més s'ha observat un segon període superposat de 8,9 dies, que ha d'estar causat per una taca estel·lar propera a l'equador que, a causa de la rotació diferencial, gira una mica més de pressa. L'alta velocitat de rotació de Kappa¹ Ceti, d'almenys 4,64 km/s en el seu equador, indica que és un estel relativament jove, amb una edat entorn de 800 milions i fins i tot 650 milions d'anys.
Així mateix, Kappa¹ de la Balena té un cicle d'activitat de taques estel·lars, probablement no gaire diferent del solar, cada 5,6 anys. A més emet grans flamarades, unes 108 - 10⁹ més energètiques que una ejecció de massa coronal típica al Sol.